# Orebić
Orebić é um município portuário localizado no condado de Dubrovnik-Neretva, na Croácia. Fica situada em Pelješac e muito próxima da ilha Korčula, situada no console da mesma, sendo que freqüentemente as balsas prestam serviços de manutenção às duas cidades. Sua população estimada em 2001 era de 4.165 habitantes. 
No passado viveram 17 dos capitães náuticos, os mais importantes em Áustria-Hungria. 
O turismo é uma fonte de receitas significativa para residentes locais durante os meses do verão, começou primeiramente nos anos 60, quando um grande número residentes não locais (na maior parte das cidades maiores na antiga Jugoslávia até então) construíram repousos para o uso durante os meses do verão. Em anos quentes, os turistas de outros países começaram a visitar. Hoje, povos da Hungria, da Alemanha e da Itália freqüentam a cidade durante os meses do verão. 
O Monastério Franciscan de nossa senhora dos anjos é uma atração popular. Os visitantes são extraídos igualmente à montagem de Saint Elijah (em croata: "Brdo SV. Ilija") situado atrás da cidade que oferece uma boa vista do console de Korčula e do mar de adriático.

## Galeria

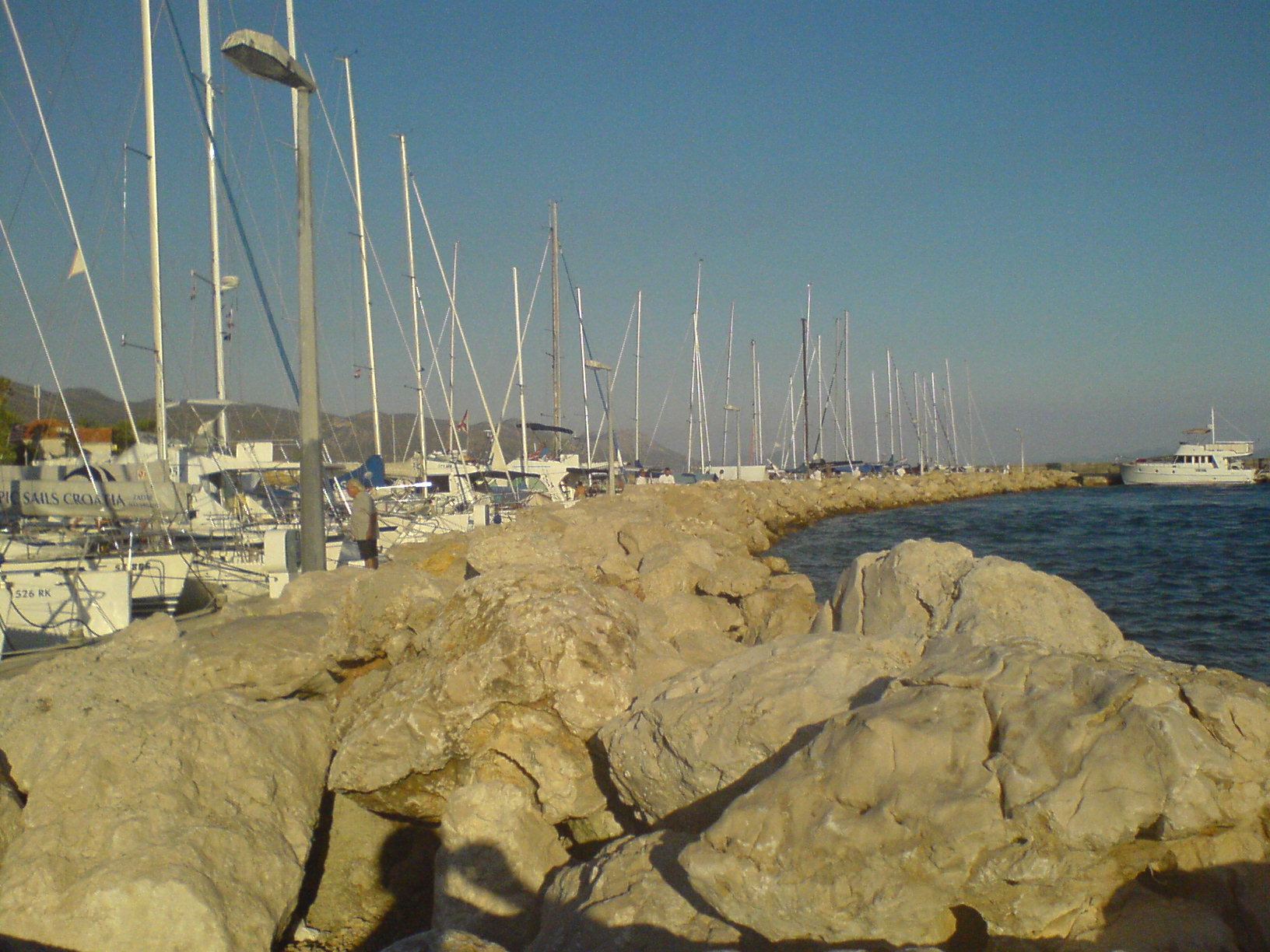
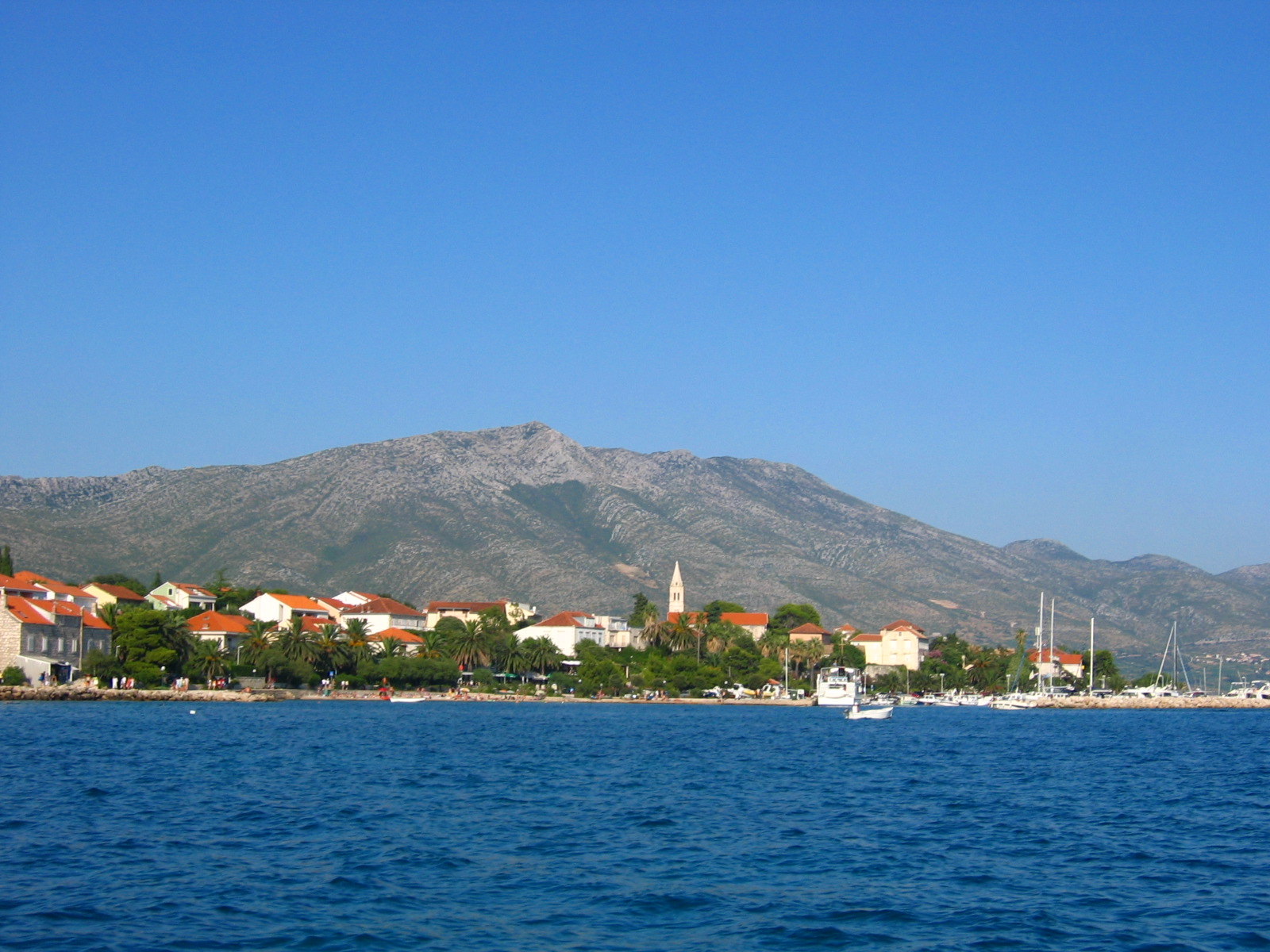
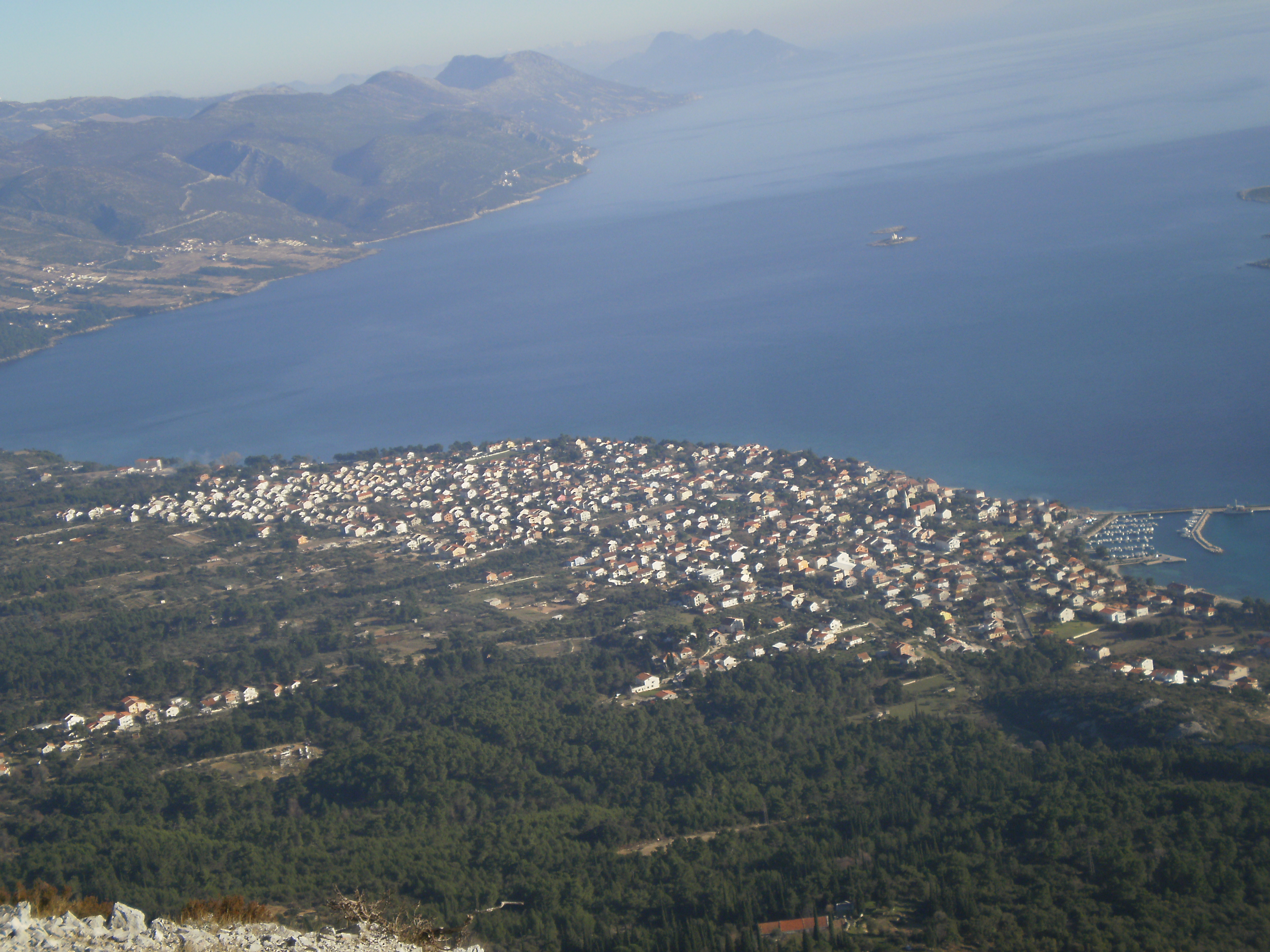
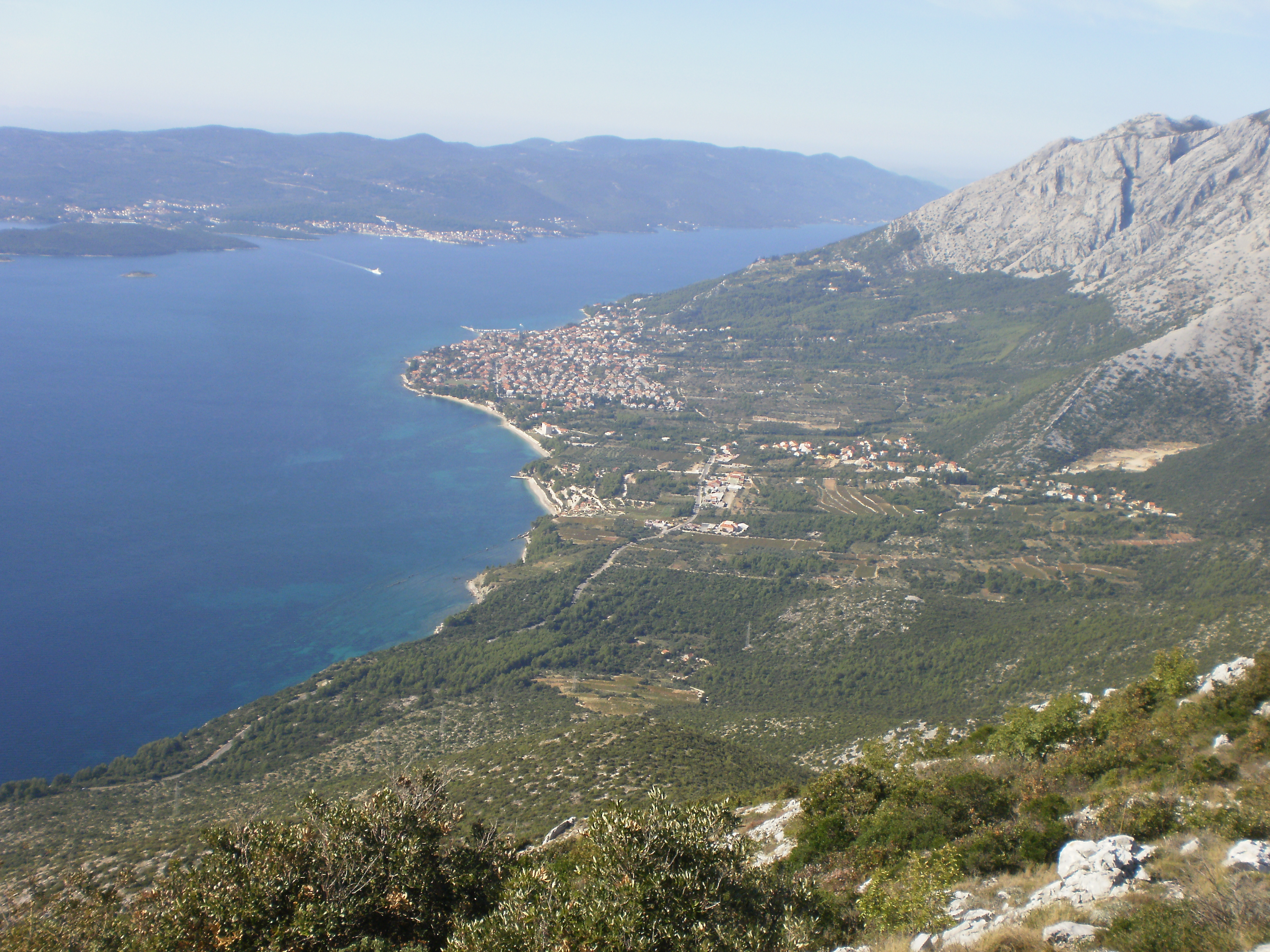
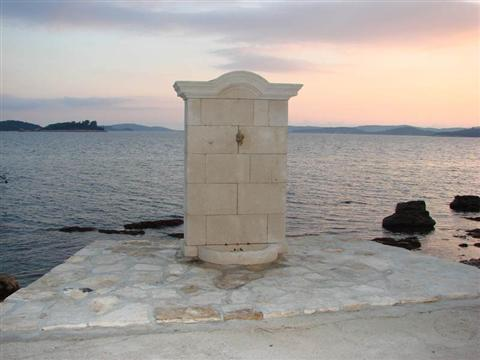
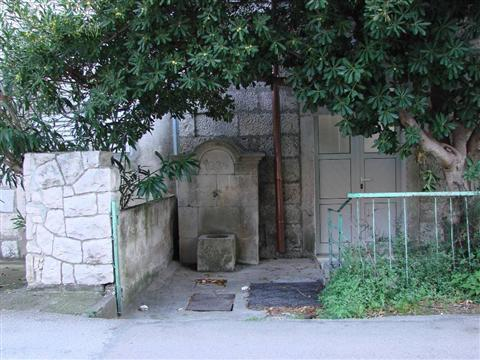
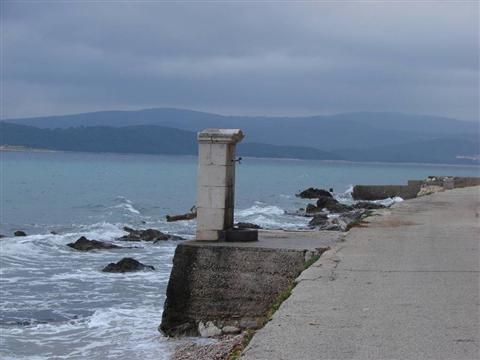
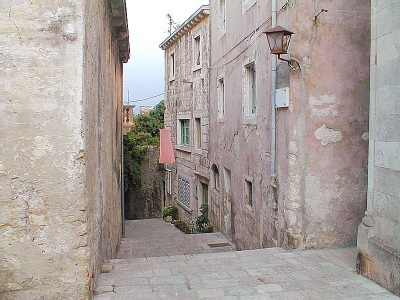
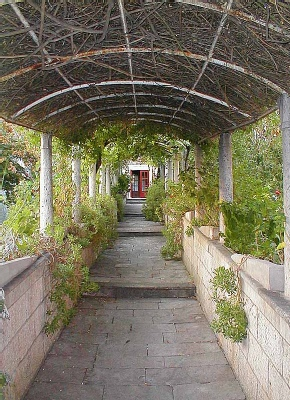
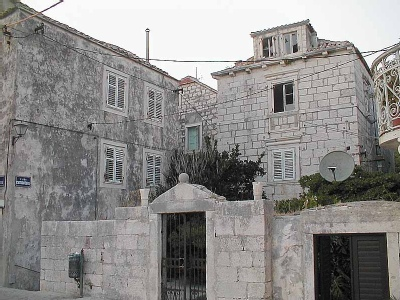
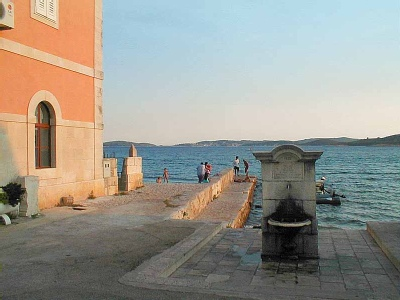
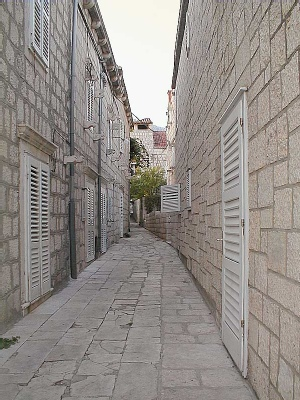
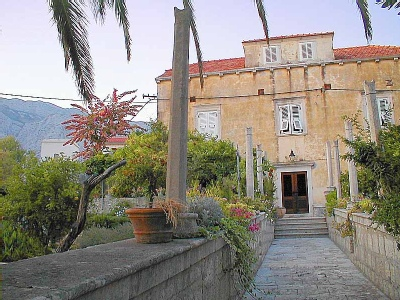
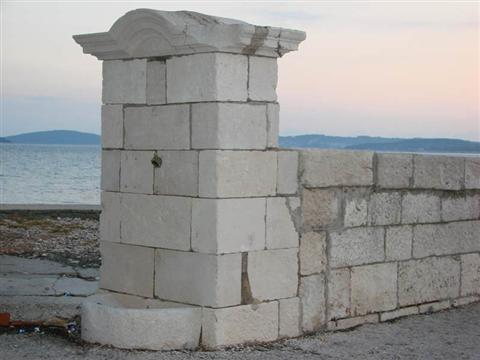
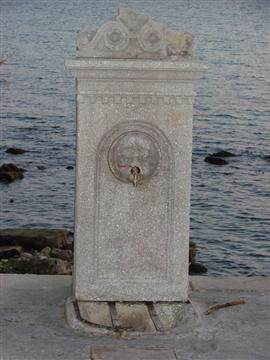
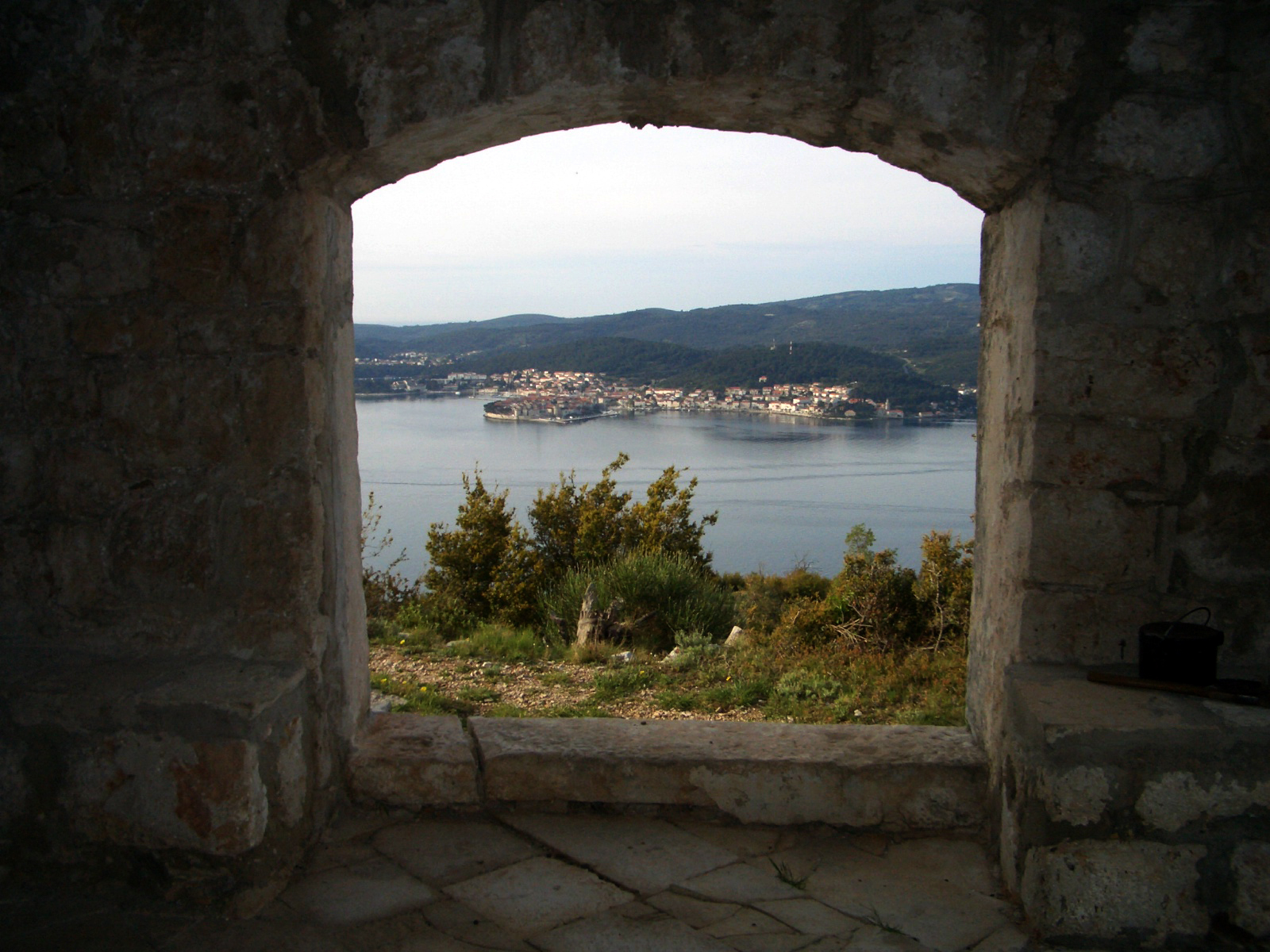
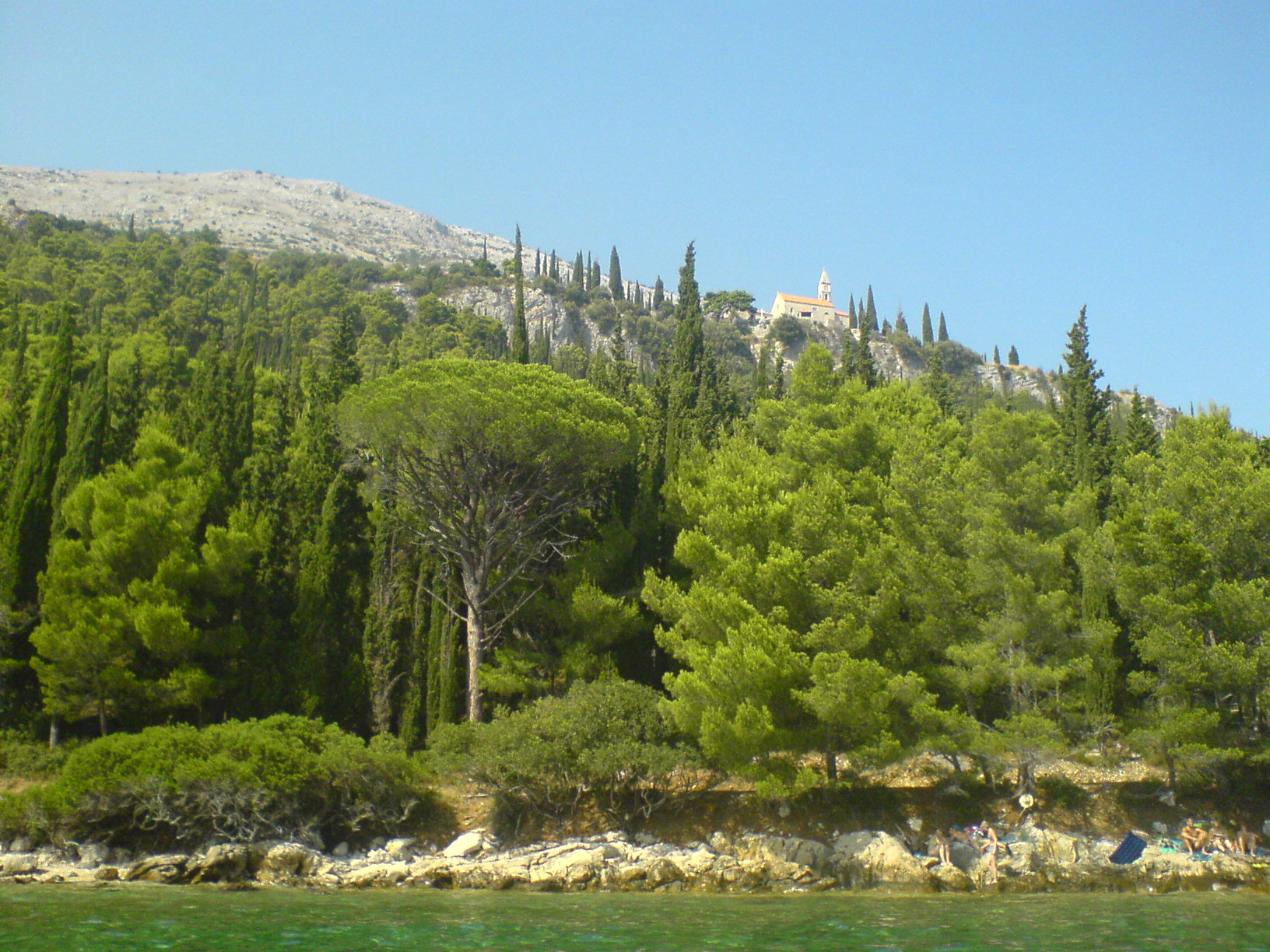
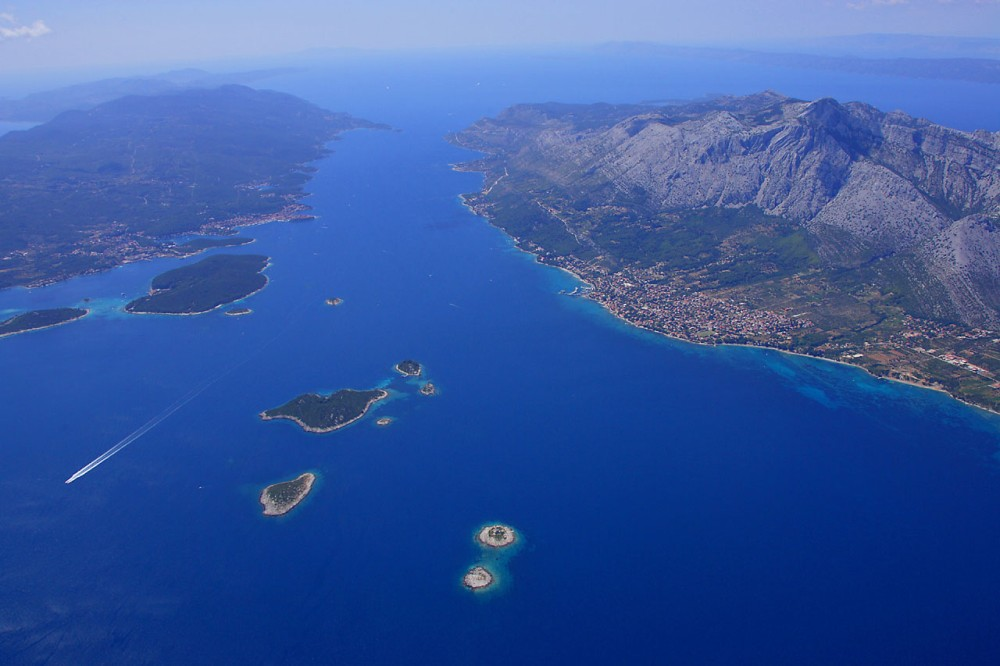
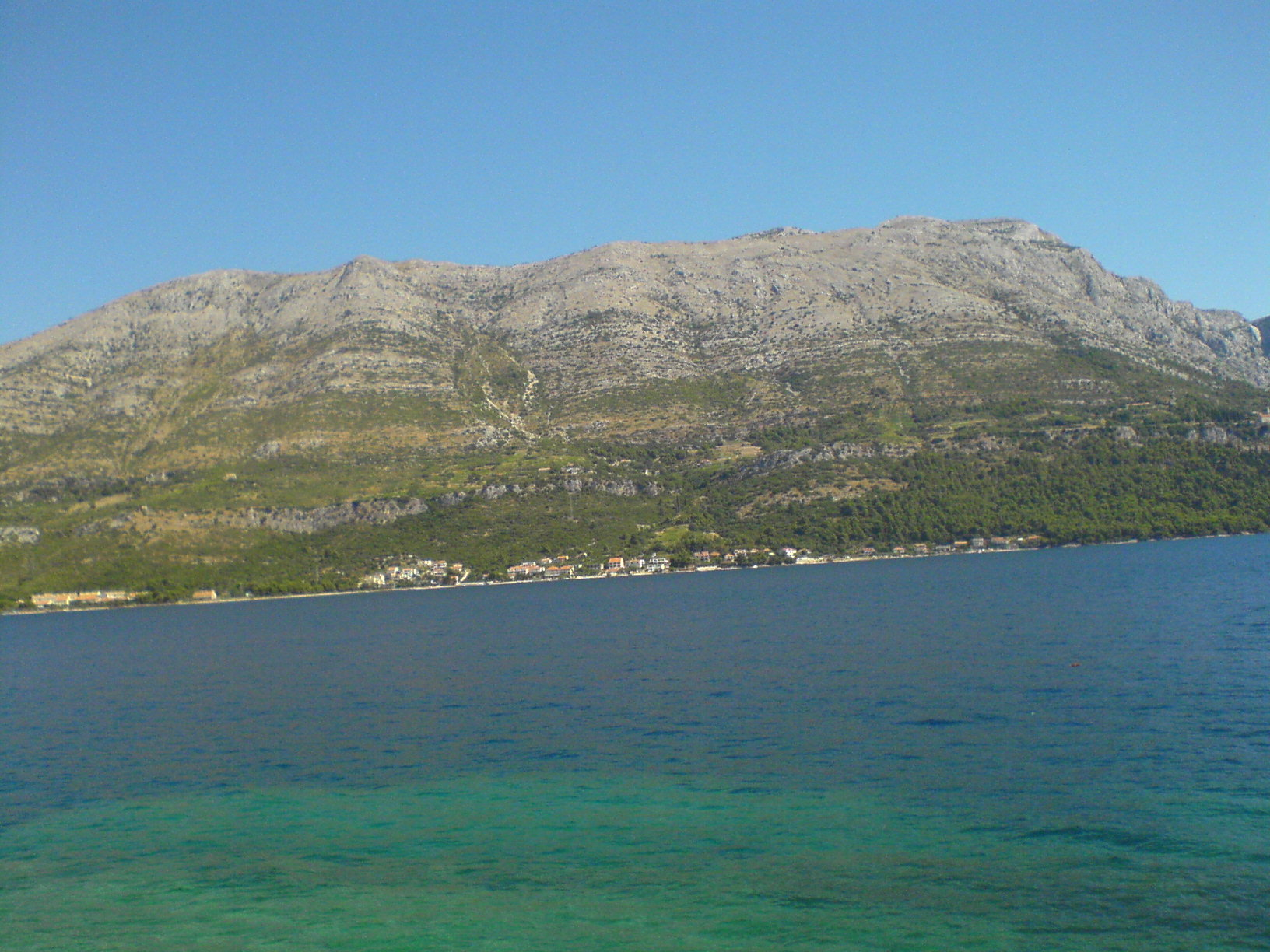